# アフィン空間
数学において、アフィン空間（あふぃんくうかん、英語: affine space, アファイン空間とも）または擬似空間（ぎじくうかん）とは、幾何ベクトルの存在の場であり、ユークリッド空間から絶対的な原点・座標と標準的な長さや角度などといった計量の概念を取り除いたアフィン構造を抽象化した幾何学的構造である。（代数的な）ベクトル空間からどの点が原点であるかを忘れたものと考えることもできる。
1次元のアフィン空間はアフィン直線、2次元のアフィン空間はアフィン平面と呼ばれる。

## 大まかな説明
アフィン空間では点の差としてベクトルを得たり、点にベクトルを加えて他の点を得たりすることはできるが、点同士をくわえることはできない。また特に、どの点が原点を与えるのかを認識することができない。
以下の特徴づけは形式的な定義よりは判りやすいだろう。アフィン空間はベクトル空間からどの点が原点であるかを忘れた後に残るもののことである（数学者Marcel Bergerの言によれば "An affine space is a vector space that's forgotten its origin" 「アフィン空間とは原点を忘れてしまったベクトル空間のことである」）。太郎さんは本当の原点 O が何処なのか知っていて、権兵衛さんは別の P と呼ばれる点が原点だと思っているという状況を想像してみよう。ふたつのベクトル 
{\displaystyle \mathbf {a} ={\overrightarrow {\mathrm {OA} }},\,\mathbf {b} ={\overrightarrow {\mathrm {OB} }}}
を加えるというとき、権兵衛さんは自分の思う a + b を求めるために、P から A へ矢印を引き、P から B へ別の矢印を引いてできる平行四辺形の対角線を考えることになるわけだが、太郎さんはそれが実際には
{\displaystyle \mathrm {P} +{\overrightarrow {\mathrm {PA} }}+{\overrightarrow {\mathrm {PB} }}}
であることを知っている。同様に、a と b（あるいはもっと多くの有限個のベクトルの集合）の任意の線型結合について評価を行ったとき、太郎さんと権兵衛さんは一般には異なる答えを導き出すことになるが、それでも
その線型結合の係数の和が 1 であるような場合には、太郎さんと権兵衛さんの答えは一致する
ということについてはよく注意しなければならない。この話の「落ち」は、権兵衛さんは「アフィン構造」（つまり係数の和が 1 の線型結合として定義されるアフィン結合の値）しか知らないが、太郎さんは「線型構造」と「アフィン構造」の両方を知っているということにある。台集合にアフィン構造を考えたものがアフィン空間なのである。

## 形式的な定義
集合 A と体 K 上の n-次元ベクトル空間 V の組 (A, V) が K 上の n-次元アフィン空間であるとは、次の 3 条件が成り立つときにいう。
1. 任意の P ∈ A, a ∈ V に対し、{\displaystyle {\overrightarrow {\mathrm {PQ} }}=\mathbf {a} } を満たす Q ∈ A はただ一つ存在する。これを Q = Ta(P) あるいは Q = P + a と記し、a が定める写像 Ta : A → A を a の定める平行移動という。
2. 任意の a, b ∈ V に対し、{\displaystyle T_{\mathbf {b} }\circ T_{\mathbf {a} }=T_{\mathbf {a} +\mathbf {b} }}が成り立つ。すなわち、任意の点 P ∈ A に対し、(P + a) + b = P + (a + b) が成り立つ。
3. A の任意の二点 P, Q の組 (P, Q) に対し、Q = P + a を満たす a ∈ V がただ一つ定まる。これを{\displaystyle \mathbf {a} ={\overrightarrow {\mathrm {PQ} }}}と表す。これを（Q = P + a が成り立つことを示唆して）a = Q − P と表すこともある。

このとき、A をアフィン空間 (A, V) の台集合とよび、V を付随するベクトル空間、随伴ベクトル空間、同伴なベクトル空間などとよび、V = V(A) あるいは V = Vect(A) などと表す。また、V の元を A のあるいは A 上の幾何ベクトルとも呼ぶ。
紛れのおそれが無いならば、アフィン空間 (A, V) を単に台集合 A のみで表し、アフィン空間 A などと呼ぶことがある。
定義から、平行移動作用 T: A × V → A; (P, a) → P + a により、V は A に推移的に作用すること、各 a に対し作用素 Ta は V から A への全単射を与えることなどがわかる。

## 座標系
体 K 上の n 次元アフィン空間 A に対し、A の一点 O と V = V(A) の一つの順序付けられた基底 B = (a1, a2, ..., an) を固定して特別視するとき、組 (O; B) を O を原点とするアフィン空間 A の座標系あるいは斜交座標系 という。
このとき、任意の点 P ∈ A に対し、
{\displaystyle \mathbf {p} ={\overrightarrow {\mathrm {OP} }}}
を満たすベクトル p ∈ V がただ一つ定まる。この p を P の位置ベクトルといい、p の基底 B に関する成分表示を P の座標系 (O; B) に関する座標という。すなわち、P の位置ベクトルが p = p1a1 + p2a2 + … pnan と表されるならば、P の座標は (p1, p2, ..., pn) ∈ Kn である。
座標系 (O; B) を固定したとき、A の点とその位置ベクトルとの対応
{\displaystyle A=\mathrm {O} +V\leftrightarrow V;\ \mathrm {P} =\mathrm {O} {}+{}\mathbf {p} \leftrightarrow {\overrightarrow {\mathrm {OP} }}=\mathbf {p} }
あるいは位置ベクトルと座標との対応
{\displaystyle V\leftrightarrow K^{n};\ {\overrightarrow {\mathrm {OP} }}=p_{1}\mathbf {a} _{1}+p_{2}\mathbf {a} _{2}+\cdots +p_{n}\mathbf {a} _{n}\leftrightarrow (p_{1},p_{2},\ldots ,p_{n})}
により、A は V および Kn と一対一に対応する。ゆえに、紛れのおそれの無い場合には、位置座標の空間 Kn を K 上の n-次元アフィン空間と呼ぶこともある。
またしばしば台集合と原点の対 (A, O) を V と同一視して扱う。たとえば、A の点 O, P, Q およびスカラー t に対して 
{\displaystyle \mathrm {O} +t{\overrightarrow {\mathrm {OP} }}+(1-t){\overrightarrow {\mathrm {OQ} }}}
は点 O の取り方によらないからこれを
{\displaystyle t\mathrm {P} +(1-t)\mathrm {Q} =\mathrm {O} +t{\overrightarrow {\mathrm {OP} }}+(1-t){\overrightarrow {\mathrm {OQ} }}}
のように表すことがある。任意の線型結合を考える代わりに点に関するこのようなアフィン結合だけを考えることにも意味がある。

## 部分空間
アフィン空間 A の部分集合 S に対し、付随するベクトル空間 V(S) がアフィン結合に関して閉じているとき、S を A の部分アフィン空間あるいはアフィン部分空間または単に部分空間であるという。もう少しはっきり述べれば、アフィン空間 (A, V) に対し、A の部分集合 S, V の k-次元部分線型空間 W の組 (S, W) がふたたびアフィン空間となるとき、(S, W) をアフィン空間 (A, V) の r-次元部分アフィン空間という。またこのとき、W = V(S) あるいは W = Vect(S) などとあらわし、W の元を S 上のベクトルとよぶ。
部分アフィン空間 S は、任意の一点 p を固定することにより、点 p の S 上のベクトルによる平行移動で得られる点の全体として
{\displaystyle S=\mathbf {p} +W}
と書くことができる。
1-次元の部分アフィン空間を直線（アフィン直線）、2-次元の部分アフィン空間を平面（アフィン平面）などとよぶ。また、余次元 1 すなわち (n − 1)-次元の部分空間を超平面とよび、これらを総称して線型多様体という。
V = (A, O) のベクトルの集合 X = {v1, v2, ..., vr} が与えられたとき、これらのアフィン結合全体からなる集合
{\displaystyle {\text{span}}_{K}^{\text{aff}}(X):=\left\{c_{1}\mathbf {v} _{1}+c_{2}\mathbf {v} _{2}+\cdots +c_{r}\mathbf {v} \mid c_{1}+c_{2}+\cdots +c_{r}=1,\,c_{i}\in K\right\}}
は V のアフィン部分空間であり、ベクトルの集合 X のアフィン包 (affine hull) という。X が生成するあるいは張るアフィン部分空間ということもある。

## 平行条件
二つの部分空間 S1, S2 が与えられて、V(S1) ⊂ V(S2) が成り立つならば、S1 は S2 に平行であるといい、S1 ∥ S2 のように表す。
定義から S1 ∥ S2 ならば dimK(V(S1)) ≤ dimK(V(S2)) であって、部分空間が平行であるという関係は推移律 S1 ∥ S2 かつ S2 ∥ S3 ならば S1 ∥ S3 を満たす。
一方で、対称律 S1 ∥ S2 ならば S2 ∥ S1 は一般には成立しない。例えば空間内の点から、ある平面に対して平行になるように直線を引くことは出来るが、ある直線に対して平行になるように平面を描くことはできない（仮に、描いた平面に対して元の直線が平行であるような状況を想定しても、そのような平面は無数に存在し一つに定まることはない）。

## 捩れの位置
部分空間 S1, S2 の生成する部分空間を S1 ∨ S2 で表すとき、
dimK(V(S1 ∨ S2)) = dimK(V(S1)) + dimK(V(S2)) + 1
が満たされるならば S1, S2 は捩れの位置 (skew position) にあるという。

## アフィン変換
アフィン空間の対称性をたもつような写像はアフィン変換またはアフィン写像と呼ばれる。アフィン空間 A に対し、A 上のベクトルの空間 V = V(A) は平行移動によって推移的に作用する。また点 O を一つ選んで固定するとき、V 上の線型変換 T は（V = (A, O) と同一視することにより）原点 O を動かさない変換として A に作用すると考えることができる。このとき、T は原点を中心とする回転、拡縮、剪断などとして得られるが、これと平行移動（およびその引き戻し）を用いることにより任意の点を中心とする変換にすることができる。すなわち体K上のベクトル空間 V0, V1 をそれぞれ並進対称性の群（平行移動群）とするアフィン空間 E0, E1のあいだのアフィン変換とは、写像 T: E0 → E1 であって、E0 の任意の二点 x, y に関して、x − y に Tx − Ty を対応させる関係が V0 から V1 への線型写像になっているようなものである。
アフィン変換はアフィン空間における凸包の構造を保つ。E0 の元の組 x1, ... , xm の任意のアフィン結合について、
{\displaystyle a_{1}Tx_{1}+\cdots +a_{m}Tx_{m}=T(a_{1}x_{1}+\cdots +a_{m}x_{m})\quad (1=a_{1}+\cdots +a_{m})}
を満たすものとしてアフィン写像を特徴づけることもできる。
実際には、任意のアフィン写像は変換前の原点を変換後の原点に移す平行移動と、各点と原点とのあいだの差のベクトルに関する線形変換との合成によってあたえられる。
アフィン空間内の二つの図形が、可逆なアフィン変換によって互いに移り合うとき、その二つの図形は互いにアフィン合同であるという。ユークリッド空間においてアフィン合同かつ角度を保つということと相似であるということとは同値であり、アフィン合同かつ角度も線分の長さも変えないということは合同であるということである。

## その他の公理による定式化
アフィン空間は座標やそれに等価なベクトル空間を用いて解析幾何学に属するものとして扱うのが通例であり、以下のような公理によって与えられる総合幾何学として扱うこともできるがあまり一般的ではない。アフィン空間の公理にはいくつか異なるものが存在する。
コクセターによる実数体上のアフィン幾何学の公理化 (Coxeter 1969, p.192) はデザルグの定理のアフィン版を備えた順序幾何学としてアフィン幾何学を捉える。公理は「平面において与えられた点を通り、与えられた直線と交わらないような直線が少なくとも一つ存在する」ことからはじまる。
アフィン平面はキャメロンの公理 (Cameron 1991, chapter 2)
- 任意の二点は唯一つの直線上にある。
- 与えられた一つの点と直線に対し、その点を通りその直線に平行な直線は唯一つ存在する（ここで「平行」というのは一致するか交わらないかのいずれかであることを意味する）。
- 同一直線上にない三点は存在する。

に従う。体あるいは斜体上のアフィン平面と同じくおおくの非デザルグ平面もこの公理を満足する。アフィン平面は任意の射影平面から一つの直線とその直線上にある点すべてを取り除くことによって得ることができ、逆に任意のアフィン平面に「無限遠直線」を加えることで射影平面を構成することができる（無限遠直線上の「無限遠点」は平行線の同値類に対応する）。
キャメロンは高次元のアフィン空間の公理も与えている (Cameron 1991, chapter 3)。

## 特殊なアフィン空間

### ユークリッド空間
台集合 A を実数全体の集合 R の n 個の単なる直積集合としての Rn とし、ベクトル空間 V をデカルト座標をあたえる標準内積に関する計量ベクトル空間としての Rn としたとき、アフィン空間 (Rn, Rn) を n-次元ユークリッド空間という。このとき、定義節に掲げたアフィン空間の構造を定める三条件をユークリッド空間のワイルの公理と呼ぶ。
ユークリッドの幾何学で記述される図形の性質というものは、その図形の絶対的な位置には関わりのないものである。したがってこのような図形の属するユークリッド空間は、アフィン空間に長さや角度という計量を加えたものになっている。また、このような計量は、内積によってもたらされる構造である。

### ベクトル空間
任意のベクトル空間はそれ自身の上のアフィン空間である。またその任意の部分空間による商空間もアフィン空間となる。特に、一次元部分空間全体の成す空間である射影空間はアフィン空間の構造を持つ。
斉次線型方程式系の解の全体はベクトル空間を成すが、一般に非斉次の場合は斉次方程式の解空間を特殊解の分だけ平行移動したものとなり、したがってこの解空間はアフィン空間を成す。

## 射影空間との関係

アフィン空間は（ベクトル空間の商空間としての）射影空間の部分空間である。

任意のアフィン空間は、ある射影空間の部分アフィン空間である。たとえば、アフィン平面は任意の射影平面から一つの直線（とその直線上のすべての点）を取り除くことで得られ、逆にアフィン平面に「無限遠直線」（無限遠直線上の点は直線の（平行移動による）同値類に対応する）を加えた閉包として射影平面を構築することができる。さらに、射影空間における（無限遠点の全体を集合として保つ）射影変換はアフィン空間におけるアフィン変換を引き起こし、逆に任意のアフィン変換は射影変換に一意的に拡張することができる。つまり、アフィン変換の全体は射影変換全体の成す集合の部分集合となっている。このような変換でよく知られたものとして、（射影直線あるいはリーマン球面上の射影変換である）メビウス変換が（複素平面上の変換として）アフィン変換を引き起こすのは、それが無限遠点を動かさないときであり、かつそのときに限る。
しかし、射影空間は「与えられた特定の点を通る」直線の全体として定義されるものであり（ベクトル空間には原点が内在構造として存在するが）アフィン空間にはそのような特別の点は存在しないため、（ベクトル空間の射影化は行えても）アフィン空間の射影化を考えることはできない。したがって射影空間を（ベクトル空間の商ベクトル空間として考えたように）自然にアフィン空間の商アフィン空間として定義することはできない。アフィン空間の点の中からひとつ基点を選び、それを原点とすればアフィン空間はベクトル空間となるから、このベクトル空間に対する射影化を行うことはできるが、この選択はアフィン空間のどの点をとっても構わないため、（圏論的な意味で）自然ではない。